# Isla Penso
Isla Penso (en neerlandés: Penso Eiland) es el nombre que recibe un islote que encuentra al sur de la isla principal del país autónomo de Curazao, en las coordenadas geográficas 12°04′38″N 68°51′24″O / 12.07722, -68.85667. justo al este de la bahía de Caracas (Caracas Baai) y a 7 kilómetros al este de la capital Willemstad. Geográficamente es parte de las Antillas Menores en el sureste del mar Caribe.